# Deutsche Badmintonmeisterschaft 1953
Die Deutsche Badmintonmeisterschaft 1953 fand vom 17. bis zum 18. Januar 1953 in Wiesbaden statt, wobei nur die Einzelsieger ermittelt wurden. Vom 28. bis zum 30. März 1953 in Düsseldorf wurden die Doppeltitelträger ermittelt.

## Medaillengewinner
| Disziplin    | Gold                                                                           | Silber                                                      | Bronze                                                                      |
| ------------ | ------------------------------------------------------------------------------ | ----------------------------------------------------------- | --------------------------------------------------------------------------- |
| Herreneinzel | Hans Walbrück (1. DBC Bonn)                                                    | Hans Eschweiler (1. DBC Bonn)                               | Paul Riegel (1. DBC Bonn)                                                   |
| Herreneinzel | Hans Walbrück (1. DBC Bonn)                                                    | Hans Eschweiler (1. DBC Bonn)                               | Hans Riegel (1. DBC Bonn)                                                   |
| Dameneinzel  | Ingeborg Tietze (Kieler BC 1949)                                               | Hannelore Schmidt (STC Blau-Weiß Solingen)                  | Eva Schön (Kieler BC 1949)                                                  |
| Dameneinzel  | Ingeborg Tietze (Kieler BC 1949)                                               | Hannelore Schmidt (STC Blau-Weiß Solingen)                  | Luise Schmitz (1. DBC Bonn)                                                 |
| Herrendoppel | Hans Riegel (1. DBC Bonn) Hans Eschweiler (1. DBC Bonn)                        | Paul Riegel (1. DBC Bonn) Günter Ropertz (1. DBC Bonn)      | Heinz Koch (STC Blau-Weiß Solingen) Erich Rakowski (STC Blau-Weiß Solingen) |
| Herrendoppel | Hans Riegel (1. DBC Bonn) Hans Eschweiler (1. DBC Bonn)                        | Paul Riegel (1. DBC Bonn) Günter Ropertz (1. DBC Bonn)      | Kiehl Fischer                                                               |
| Damendoppel  | Ingeborg Tietze (Kieler BC 1949) Eva Schön (Kieler BC 1949)                    | Luise Schmitz (1. DBC Bonn) Greta Marcussen (1. DBC Bonn)   | D. Köhler (1. DBC Bonn) Regina Schneider (1. DBC Bonn)                      |
| Damendoppel  | Ingeborg Tietze (Kieler BC 1949) Eva Schön (Kieler BC 1949)                    | Luise Schmitz (1. DBC Bonn) Greta Marcussen (1. DBC Bonn)   | von der Borch (1. DBC Bonn) Nathan (1. DBC Bonn)                            |
| Mixed        | Heinz Koch (STC Blau-Weiß Solingen) Hannelore Schmidt (STC Blau-Weiß Solingen) | Günter Ropertz (1. DBC Bonn) Regina Schneider (1. DBC Bonn) | Hans Walbrück (1. DBC Bonn) Greta Marcussen (1. DBC Bonn)                   |
| Mixed        | Heinz Koch (STC Blau-Weiß Solingen) Hannelore Schmidt (STC Blau-Weiß Solingen) | Günter Ropertz (1. DBC Bonn) Regina Schneider (1. DBC Bonn) | Hans Riegel (1. DBC Bonn) Luise Schmitz (1. DBC Bonn)                       |